# دی‌بوران (۴)
دی‌بوران(۴) (به انگلیسی: Diborane(4)) با فرمول شیمیایی B
۲H
۴ یک ترکیب شیمیایی با شناسه پاب‌کم ۲۹۵۲۹ است. که جرم مولی آن ۲۵٫۶۵۴ g/mol می‌باشد. 